# Cristina Berys

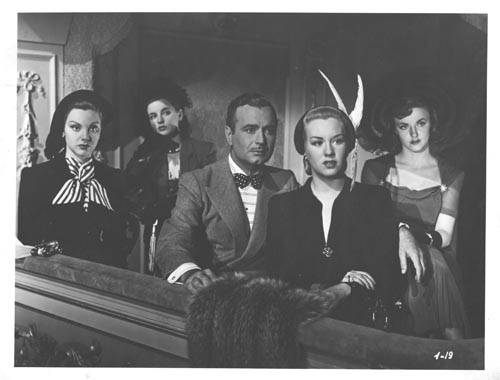
Marga Landova, Cristina Berys, Ángel Magaña, Malisa Zini e Hilda Rey en la película Cuando besa mi marido (1950).

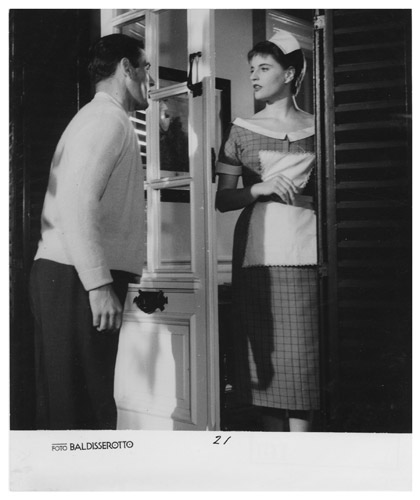
Carlos Estrada y Cristina Berys en la película Los maridos de mamá (1956).

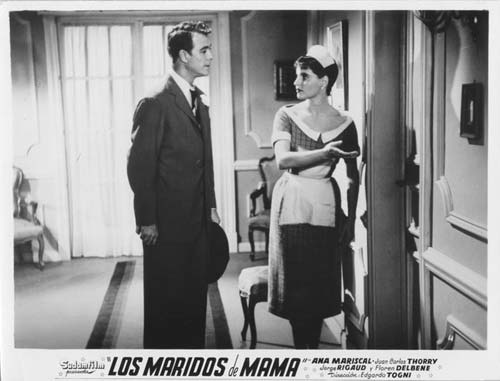
George Rigaud y Cristina Berys en la película Los maridos de mamá (1956).

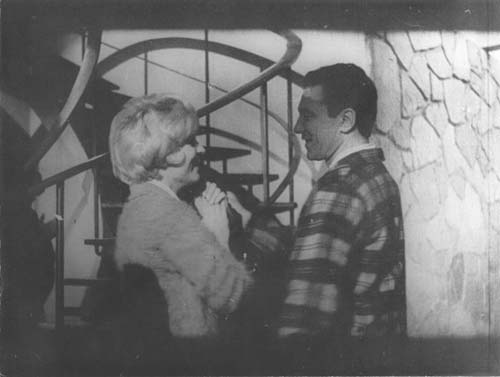
Cristina Berys y Augusto Bonardo en la película Un viaje al más allá (1964).

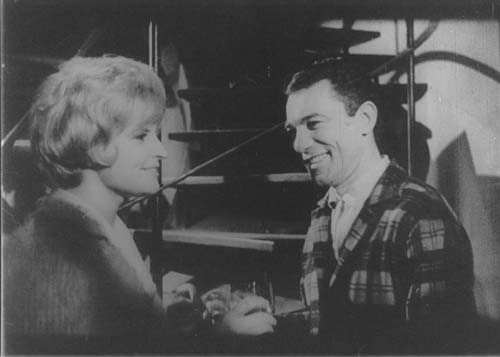
Cristina Berys y Augusto Bonardo en la película Un viaje al más allá (1964).

Cristina Berys (Buenos Aires, 5 de octubre de 1930 - 1994) fue una animadora y actriz de teatro, cine y televisión argentina hasta que se retiró en los años sesenta.

## Carrera artística
Se inició en cine en 1948 en Los secretos del buzón, película cómica dirigida por Catrano Catrani, y al año siguiente lo hizo en Mujeres que bailan, que dirigió Manuel Romero. Si bien la mayor parte de sus actuaciones fueron en comedias, entre las que se destaca La patrulla chiflada. También tuvo papeles en filmes dramáticos como Los acusados y La patota, ambos de 1960, entre otros.
En 1954 trabajó en la obra de teatro Misia Pancha, la Brava (de Alberto Novión), en un elenco en el que también figuraban, entre otros, Eduardo González, Angélica López Gamio, Osvaldo Miranda, Pepita Serrador y Alberto Terrones y en 1955 lo hizo en la obra La gringa
En televisión actuó en Con el pie izquierdo (1959), teleteatro en tono de comedia que coprotagonizó junto a Marcos Zucker, Lita Soriano y Pepe Soriano.
Desde abril de 1961 condujo los domingos a mediodía ―junto a Jorge Beillard― el programa Escala musical, con músicos del ascendente género del rock and roll y ritmos similares, que mostraba también entusiastas parejas de baile. El programa se emitió hasta 1968 y se prolongaba ―además de una versión fílmica dirigida en 1966 por Leo Fleider― y en bailes los fines de semana que constituían un gran negocio paralelo.

## Vida privada
Estuvo casada con Nessim Behar, con quien tuvo al menos un hijo, Hernán Alberto Behar (n. 1967).

## Filmografía
- 1948: Los secretos del buzón.
- 1949: Mujeres que bailan, como la vecina dos
- 1949: Vidalita.
- 1949: La doctora quiere tangos.
- 1950: Filomena Marturano.
- 1950: Piantadino.
- 1950: El seductor, como Elena
- 1950: Madre Alegría.
- 1950: Cuando besa mi marido.
- 1951: Mi divina pobreza.
- 1952: La patrulla chiflada.
- 1953: En cuerpo y alma, como Elisa
- 1953: La pasión desnuda.
- 1956: Los maridos de mamá.
- 1957: El hombre señalado.
- 1958: Las apariencias engañan.
- 1958: Hay que bañar al nene.
- 1959: Del cuplé al tango.
- 1960: La patota.
- 1960: Yo quiero vivir contigo, como la amante de Mauricio
- 1960: Los acusados.
- 1964: Un viaje al más allá.
- 1964: Primero yo.
- 1966: Escala musical.

## Televisión
- 1961/1968: Escala musical.